# Howard Saunders
Howard Saunders (16 de septiembre de 1835 – 20 de octubre de 1907) fue un hombre de negocios británico, que luego se destacó como ornitólogo, especializándose en  gaviotas y estérnidos.

## Vida y obra
Saunders nació en Londres el 16 de setiembre de 1835. Cursó estudios en Leatherhead y en Rottingdean. Comenzó actividades en el mundo de los negocios como banquero de comercio internacional, lo cual le permitió viajar con suma frecuencia. Entre 1855 a 1862 visitó Brasil y Chile.
A partir de 1862 Saunders se dedicó al estudio de las aves de España.  Publicó varios artículos sobre el tema en la revista The Ibis, visitando los Pirineos en 1883 y 1884. En 1891 publicó artículos sobre las aves de Suiza, y en 1893 un trabajo sobre La Distribución de las aves en Francia. Posteriormente fue coeditor junto con P. L. Sclater de The Ibis entre 1883–1886 y 1895–1900.
Saunders fue un expertos en gaviotas y estérnidos. Entre las tareas que llevó adelante se destacan sus escritos sobre los especímenes de gaviotas recolectados durante la Expedición Challenger de 1872–1876.
Desde 1901 hasta 1907 Saunders fue secretario de la British Ornithologists' Union, y el primer secretario y tesorero del Club Británico de Ornitología. Fue miembro activo de las reales sociedades Zoológica, Linneana y Geográfica.
Dos especies de aves fueron denominadas en su honor:
- Gaviota de Saunders (Chroicocephalus saundersi)
- Charrancito de Saunders (Sternula saundersi)